# Il segreto della libertà e del successo
Il segreto della libertà e del successo (Outwitting the Devil) è un libro di Napoleon Hill, con annotazioni di Sharon Lechter, scritto nel 1938 (un anno dopo l’uscita del suo successo Think and Grow Rich – Pensa e arricchisci te stesso) e pubblicato nel 2011.
Formulato come un’intervista tra lo stesso Hill (Mr. Earthbound) ed il diavolo (Sua Maestà), quest’opera mostra come superare gli ostacoli che si incontrano nella propria vita e suggerisce come raggiungere gli obiettivi che ci si prefigge.
Il segreto della libertà e del successo svela i “trucchi” per spianare la strada che porta al successo, all’armonia ed alla realizzazione.

## Storia
L'opera nasce da un lavoro iniziato nel 1908 quando Hill incontrò Andrew Carnegie (grande imprenditore e filantropo britannico, incarnazione del sogno americano in voga verso metà Ottocento) che lo spinse ad intraprendere uno studio volto alla creazione di una filosofia generale di tutte le cause di successo ed insuccesso, tramite interviste a persone dell’epoca considerate “vincenti” oppure “fallite” (cioè coloro che arrivano alla fine della vita delusi per non aver raggiunto il loro scopo più profondo).
Una volta concluso, il testo venne tenuto nascosto dai familiari di Hill per 72 anni poiché temevano la reazione che avrebbe potuto suscitare nella società dell’epoca (andando a toccare tematiche quali la religione ed il ruolo della Chiesa, la struttura scolastica, l’organizzazione politica e la valenza della famiglia).
La prima a ritardare la pubblicazione di Il segreto della libertà e del successo fu la stessa moglie di Hill, Annie Lou, che paventava la risposta delle chiese ufficiali ed eventuali ripercussioni sulla vita lavorativa del marito che morì nel 1970 senza aver mai potuto vedere la sua opera pubblicata.
Alla morte di Annie Lou il manoscritto entrò in possesso del nipote Charlie Johnson, la cui moglie, Frankie, però ne evitò la pubblicazione per i medesimi motivi. Solo dopo la sua morte, Chalie riuscì a pubblicare il testo ereditato con l’aiuto di Sharon Lechter (fondatrice di Pay Your Family, organizzazione specializzata nella diffusione della formazione finanziaria) che ne ha curato il riadattamento e le annotazioni fino alla definitiva pubblicazione nel giugno del 2011.

## Trama
Il manoscritto assume la struttura narrativa di un’intervista tra l’autore ed il diavolo ed attraverso essa Hill va a delineare i passi da seguire per poter avere successo nella propria vita, perseguendo gli scopi più profondi e soprattutto imparando a riconoscere, e quindi ad evitare, quelli che sono i “trucchi” e le “trappole” che il diavolo utilizza per ostacolare il cammino degli esseri umani, facendoli sprofondare nella negatività e nell’insuccesso.
Il diavolo spiega come la popolazione umana si possa dividere in due categorie: gli abulici ed i non-abulici.
- Gli abulici sono persone che si lasciano andare in qualunque cosa, non pensando con la propria testa ed abbandonandosi a vizi e condizionamenti esterni; accettano tutto ciò che gli riserva la vita senza protestare o tentare di combattere; non usano il proprio cervello.

- I non-abulici sono, invece, coloro che ragionano senza condizionamenti di sorta, pensando in termini di fiducia, coraggio, speranza e determinazione.

Dopo questa principale distinzione, Hill va a svelare i metodi attraverso i quali il diavolo assume il controllo di circa il 98% della popolazione (assuefazioni a beni materiali, dipendenze da droghe o sessuali, avidità unita a mancanza di organizzazione e costanza) e spiega come alla base di ogni successo o insuccesso vi sia la legge naturale del ritmo ipnotico.
- Il ritmo ipnotico è il processo che rende permanenti i pensieri dominanti e le abitudini mentali delle persone, che siano essi positivi o negativi, tanto da crearne un “ritmo organizzato” e duraturo. Quindi si sottolinea ancora una volta come sia fondamentale la capacità di discernimento ed autocontrollo di ogni essere umano (se la mente teme la povertà, ad esempio, attirerà povertà; viceversa se ricerca opulenza, attrarrà i suoi equivalenti fisici e finanziari).

Una volta esposti tutti i fattori a causa dei quali gli uomini possono cadere nell’abulìa, il diavolo, incalzato dalle sempre più specifiche domande di Hill, svela anche quelli che sono i mezzi principali per condurre una vita autonoma e di successo tra cui:
- La definizione dello scopo: cioè l’identificazione del proprio obiettivo che, accompagnata alla determinazione nell'attuare il piano con cui raggiungerlo, porta al successo.

- La riforma dei sistemi scolastici e religiosi: i giovani non devono fare proprie ideologie o credenze altrui, ma apprendere da insegnanti, religiosi, genitori, quanto più di buono ed universale ci possa essere, lasciando alla propria mente la formazione di conclusioni autonome e personali.

- L’autodisciplina: la mancanza di autocontrollo è una potente causa di distruzione personale, bisogna cioè diventare padroni di se stessi per poter avere successo e per farlo bisogna sapere controllare in primis tre tipi di appetiti e cioè il desiderio di cibo, il desiderio sessuale ed il desiderio di esprimere opinioni non costruttive. Quando un uomo impara a padroneggiare questi principali aspetti acquisisce autonomia e capacità realizzativa.

- L’imparare dalle avversità: in primo luogo Hill sottolinea come, molto spesso, quello che comunemente viene chiamato “fallimento” in realtà sia da considerare più semplicemente una sconfitta temporanea e quindi come tale superabile e controllabile, ma soprattutto l’ottica suggerita è quella secondo la quale ogni avversità porta con sé il seme di un beneficio equivalente e costringe la persona a modificare le proprie abitudini, spesso errate, riorientandone il verso.

Passando in rassegna questi ed altri principi esposti nel corso dell’intervista, Hill fornisce la via per identificare ciò che porta al raggiungimento del massimo del successo.